# 国立高等航空航天学院
国立高等航空航天学院（École nationale supérieure de l'aéronautique et de l'espace），即“国立高等航空和航天学院”，成立于1909年，是最负盛名的重点法国大学校（grandes écoles）之一。这是世界上第一个专门的航空航天工程学校，被认为是欧洲在这一领域最好的学校之一。 SUPAERO的吉祥物是纵纹腹小鸮(Athene noctua)，象征着女神雅典娜的智慧。2007年，其与国立高等航空制造工程师学院（ENSICA）合并，成立法国高等航空航天学院（ISAE-SUPAERO）。

## 历史
2007年，国立高等航空航天学院与国立高等航空制造工程师学院（ENSICA）合并，成立法国高等航空航天学院（ISAE-SUPAERO）。这一举措的目的是利用共享教师和实验资源的手段来增加SUPAERO和ENSICA（两者都隶属于法国国防部）的国际知名度。学生入学流程、课程、以及最终文凭均保留了ENSICA和SUPAERO之间的区别。本文只侧重于SUPAERO。
国立高等航空航天学院提供一项为期三年的课程和一项硕士课程。自1909年成立以来，国立高等航空航天学院已经培养了超过11,000名毕业生，其中一些已经在各自的领域功成名就，他们包括：亨利·康达（Henri Coandă），康达效应的发现者；亨利·齐格勒（Henri Ziegler），空中客车项目之父；弗雷德里克·德雷斯特（Frédéric d'Allest），阿丽亚娜空间公司第一董事长；让-弗朗索瓦·克莱瓦（Jean-François Clervoy Clervoy）（1983届），航天员。

## 著名校友
在第一次世界大战前的5年中，SUPAERO毕业了303个合格的工程师，其中52个是外国人。其中有一些在航空界的伟大人物：
- 拉乌尔·巴丹（Raoul Badin）（1910级），空速指示器主要发明者之一，仪表飞行的先驱。
- 亨利·科安德（Henri Coandă）（1910级），发现康达效应。
- 亨利·波泰兹（Henry Potez）（1911级），波泰兹飞机公司的创办人，
- 米哈伊尔·古列维奇（Mikhail Gurevich）（1913级），米格飞机的创始人。
- 马塞尔·达索（Marcel Dassault）（1913级），达索（Dassault）飞机公司的创始人。
- 安德烈·库齐内（André Couzinet）（1925级），构想了彩虹弧（神话中的飞机，由Jean Mermoz驾驶），还发明了可收放的起落架和现代轭架。
- 亨利·齐格勒（Henri Ziegler）（1931级），空中客车计划之父，
- 居伊·迪梅尔（Guy du Merle）（1932级），École nationale de l'aviation civile(法国民航大学)的第一任总干事，
- 弗朗索瓦·于斯诺（François Hussenot）（1935级），“hussenographe” 的发明者（飞行数据记录器或“黑盒子”的早期形式），他还参与了创建EPNER（法国试飞员学校）。
- 塞尔日·达索（Serge Dassault）（1951级），达索航空公司的首席执行官，
- 弗雷德里克·达莱斯特（Frédéric d'Allest）（1966级）阿丽亚娜空间公司的首任主席，
- 让-弗朗索瓦·克莱瓦（Jean-François Clervoy）（1983级），宇航员。
- 托马斯·佩斯凯（Thomas Pesquet）（2001级），宇航员。